# Klaus Werner (Kameramann)
Klaus Werner (* 9. April 1928; † 23. April 2014) war ein deutscher Kameramann.

## Leben und Wirken
Werner begann seine Laufbahn 1954 in München als Kameraassistent bei dem in Norwegen spielenden Weltkriegsdrama Unternehmen Edelweiß und diente in den folgenden 13 Jahren Chefkameraleuten wie Franz Weihmayr, Klaus von Rautenfeld, Ernst W. Kalinke und vor allem Kurt Hasse. 1961 rückte er unter Hasse zum einfachen Kameramann auf und arbeitete in dieser Funktion von 1963 bis 1966 unter der fotografischen Leitung von Rolf Kästel auch an einigen von Wolf C. Hartwigs Rapid-Film produzierten Abenteuerstreifen (Die Flußpiraten vom Mississippi, Die letzten Drei der Albatros, Fünf vor 12 in Caracas) mit.
Mit dem Aufklärungsfilm Helga – Vom Werden des menschlichen Lebens begann Werner (an der Seite von Fritz Baader) 1967 erstmals als Chefkameramann zu arbeiten. Nach einer letzten Tätigkeit als Kameraassistent (1968 bei Christian-Jaques aufwändigem Lady Hamilton-Kostümfilm) begann Werner 1969 regelmäßig alleinverantwortlich Filme zu fotografieren. Dabei wurde er von seinem Arbeitgeber Hartwig nahezu ausnahmslos für Softsexfilme eingesetzt; darunter auch das Gros der Schulmädchen-Report-Streifen. Gelegentlich, zu Beginn der 70er Jahre, fotografierte Werner für andere Produzenten harmlose Romanzen, Abenteuergeschichten und Lustspielklamotten.
Als zu Beginn der 80er Jahre Hartwig seine Filmproduktion langsam einstellte und Kinofilmangebote weitgehend ausblieben, wechselte Klaus Werner zum Fernsehen, für das er vor allem Komödien fotografierte. Dort arbeitete er zuletzt ausschließlich mit dem Regisseur Franz Josef Gottlieb zusammen. Nach der Kameraarbeit zu einer Komödie mit Inge Meysel verschwand Werner 1991 aus dem Blickfeld der Öffentlichkeit.

## Filmografie (Auswahl)
- 1967: Helga – Vom Werden des menschlichen Lebens
- 1969: Madame und ihre Nichte
- 1969: Ehepaar sucht gleichgesinntes
- 1969: Der Mann mit dem goldenen Pinsel
- 1970: Hilfe, mich liebt eine Jungfrau
- 1970: Schulmädchen-Report: Was Eltern nicht für möglich halten
- 1970: Wenn du bei mir bist
- 1970: Hurra, unsere Eltern sind nicht da
- 1971: Der neue Schulmädchen-Report. 2. Teil: Was Eltern den Schlaf raubt
- 1971: Das haut den stärksten Zwilling um
- 1971: Erotik im Beruf – Was jeder Personalchef gern verschweigt
- 1971: Paragraph 218 – Wir haben abgetrieben, Herr Staatsanwalt
- 1971: Schüler-Report
- 1971: Der neue Hausfrauen-Report
- 1972: Schulmädchen-Report. 3. Teil: Was Eltern nicht mal ahnen
- 1972: Die jungen Ausreißerinnen
- 1972: Schulmädchen-Report. 4. Teil: Was Eltern oft verzweifeln läßt
- 1972: Die dressierte Frau
- 1972: Krankenschwestern-Report
- 1972: Mädchen, die nach München kommen
- 1973: Liebe in drei Dimensionen
- 1973: Das Mädchen von Hongkong
- 1973: Frühreifen-Report
- 1973: Schulmädchen-Report. 5. Teil: Was Eltern wirklich wissen sollten
- 1973: Schlüsselloch-Report
- 1973: Schulmädchen-Report. 6. Teil: Was Eltern gern vertuschen möchten
- 1973: Zinksärge für die Goldjungen
- 1974: Schulmädchen-Report. 7. Teil: Doch das Herz muß dabei sein
- 1974: Wenn die prallen Möpse hüpfen
- 1974: Schulmädchen-Report. 8. Teil: Was Eltern nie erfahren dürfen
- 1975: Meine Schwester und ich
- 1975: Schulmädchen-Report. 9. Teil: Reifeprüfung vor dem Abitur
- 1976: Notarztwagen 7 (Fernsehserie)
- 1976: Steiner – Das Eiserne Kreuz (nur Kamera 2. Stab)
- 1976: Schulmädchen-Report. 11. Teil: Probieren geht über Studieren
- 1977: Schulmädchen-Report. 12. Teil: Junge Mädchen brauchen Liebe
- 1977: Tatort: Schüsse in der Schonzeit
- 1977–1978: Derrick (zwei Folgen der TV-Krimiserie)
- 1978: Caribia – Ein Filmrausch in Stereophonie
- 1979: Die Schulmädchen vom Treffpunkt Zoo
- 1980: Ein echter Hausfreund
- 1980: Schulmädchen-Report 13. Teil: Vergiß beim Sex die Liebe nicht
- 1982: Das Nürnberger Bett
- 1983: Ravioli (Fernsehserie)
- 1984: Heiße Wickel – kalte Güsse (Fernsehserie)
- 1984: Macho Man
- 1985: Das Geheimnis von Lismore Castle (Fernsehfilm)
- 1986: Vicky und Nicky (Fernsehfilm)
- 1986: Hexenschuß (Fernsehfilm)
- 1986: Der Stein des Todes – Death Stone
- 1987: Zärtliche Chaoten
- 1987: Spätes Glück nicht ausgeschlossen (Fernsehfilm)
- 1988: Nordlichter (Fernsehserie)
- 1988: Trouble im Penthouse (Fernsehfilm)
- 1989: Geld macht nicht glücklich (Fernsehfilm)
- 1989: Jede Menge Schmidt (Fernsehfilm)
- 1989: Keine Gondel für die Leiche (Fernsehfilm)
- 1990: Kartoffeln mit Stippe (Fernsehfilm)
- 1990: Mrs. Harris und der Heiratsschwindler (Fernsehfilm)